# Hans Peter Feddersen der Ältere
Hans Peter Feddersen der Ältere (* 9. Januar 1788 in Westerschnatebüll; † 23. September 1860 ebenda) war ein dänischer Bauer und Porträtmaler.

## Leben
Hans Peter Feddersen wurde als Sohn des Harke Feddersen geboren, eines Bauern und Dorfschullehrers in Westerschnatebüll, der sich als Autodidakt eine erhebliche Bildung erworben hatte und seine Söhne selbst unterrichtete. Sein Bruder Christian Feddersen regte als Pastor in Niebüll die Entdeckung des Friesischen als eigenständige Kultur an. Er unterrichtete auch die Töchter seines Bruders im Malen, zu diesen gehörte unter anderem Auguste Margarethe Feddersen.
Hans Peter Feddersen brachte sich das Malen selbst bei, spielte Geige und betätigte sich auch als Schriftsteller. Er gehört zu den wichtigsten schleswig-holsteinischen Porträt-Miniaturisten des 19. Jahrhunderts. Seine Zeit beim dänischen Militär beschrieb er in dem 1913 posthum veröffentlichten Werk Hans Peter Feddersen der Ältere und sein Kriegs-Tagebuch 1813/14 („Das merkwürdigste Jahr meines Lebens“).
Werke von Feddersen hängen in Museen in Tondern, Husum, Flensburg, Deezbüll und Schleswig.
Sein Sohn Hans Peter Feddersen d. J. war ein bekannter Landschaftsmaler.